# Женская сборная Андорры по волейболу
Женская национальная сборная Андорры по волейболу (кат. Selecció femenina de voleibol d'Andorra) — представляет Андорру на международных соревнованиях по волейболу. Управляющей организацией выступает Федерация волейбола Андорры (кат. Federació Andorrana de Voleibol).

## История
Федерация волейбола Андорры — член ФИВБ и ЕКВ с 1987 года.
В международных волейбольных соревнованиях женская сборная Андорры дебютировала в мае 1989 года, приняв участие во вторых Играх малых государств Европы, прошедших на Кипре. В женском волейбольном турнире Игр участвовали 4 национальные команды и андоррские волейболистки проиграли все три своих матча сборным Кипра, Люксембурга и Сан-Марино и замкнули итоговую таблицу соревнований. В дальнейшем сборная Андорры на протяжении 36 лет не формировалась. 
Вторично на международной арене сборная Андорры появилась в мае 2025 года на домашних Играх малых государств Европы. В волейбольном турнире Игр андоррские спортсменки проиграли все свои 4 матча с одинаковым счётом 0:3 и заняли последнее место. 
Характеризуя современный женский волейбол в стране, следует заметить, что Андорра — одна из трёх стран-членов Европейской конфедерации волейбола, где национальное первенство не проводится (кроме неё ещё Монако и Лихтенштейн), а две команды Андорры («Энкам» и «Андорра») играют в чемпионате Каталонии.

## Результаты выступлений

### Игры малых государств Европы
Сборная Андорры участвовала только в двух Играх малых государств Европы.
- 1989 — 4-е место
- 2025 — 5-е место

- 2025: Миа Пижуан, Кларисса Тенорио, Нели Василева, Ноа Баррио, Жоанна Феррер, Лайя Гарсия, Мария Росарио Лопес, София Романо, Наталия Пушонг, Карла Бош, Надежда Иванова, Айна Гарсия, Габриэла Рома дос Сантос, Клара Каррера. Тренер — Адриан Гарридо.

## Состав
Сборная Андорры на Играх малых государств Европы 2025
| №  | Имя, фамилия             | Год рождения | Рост | Амплуа      | Клуб      |
| -- | ------------------------ | ------------ | ---- | ----------- | --------- |
| 1  | Миа Пижуан               | 2007         | 172  | связующая   | «Андорра» |
| 3  | Кларисса Тенорио         | 1979         |      | центральная | «Андорра» |
| 7  | Нели Василева            | 2005         | 171  | нападающая  | «Энкам»   |
| 8  | Ноа Баррио               | 2004         |      | связующая   | «Энкам»   |
| 9  | Жоанна Феррер            | 2004         |      | либеро      | «Энкам»   |
| 10 | Лайя Гарсия              | 2001         |      | нападающая  | «Энкам»   |
| 14 | Мария Росарио Лопес      | 1996         |      | нападающая  | «Энкам»   |
| 16 | София Романо             | 2002         |      | либеро      | «Андорра» |
| 17 | Наталия Пушонг           | 1976         |      | центральная | «Энкам»   |
| 22 | Карла Бош                | 1990         |      | центральная | «Энкам»   |
| 23 | Надежда Иванова          | 2006         |      | центральная | «Андорра» |
| 25 | Айна Гарсия              | 2009         |      | нападающая  | «Энкам»   |
| 26 | Габриэла Рома дос Сантос | 2006         |      | нападающая  | «Андорра» |
| 81 | Клара Каррера            | 2007         |      | нападающая  | «Энкам»   |

- Главный тренер —  Адриан Гарридо.